# Іловайський Дмитро Іванович
Іловайський Дмитро Іванович  (нар. 11 лютого 1832, Раненбург — 15 лютого 1920, Москва) — російський історик, критик норманської теорії. Лауреат Уваровської премії. Виводив походження Русі не зі Скандинавії чи взагалі півночі, а з півдня, з українського середнього Подніпров'я.

## Біографія
Народився в сім'ї міщанина, керуючого маєтком графині Пален. Закінчив казенне Раненбурзьке повітове училище і рязанську чоловічу гімназію (1845—1850). Закінчив історико-філологічний факультет Московського університету, де навчався в 1850—1854 роках. Після закінчення навчання бажав вступити на військову службу, від чого змушений був відмовитися через підозри на туберкульоз. Як казеннокоштний студент мав зобов'язання відпрацювати не менше шести років в установах Міністерства народної освіти. Повернувся в Рязань, де викладав у рідній гімназії, очолив літературний відділ губернської газети за пропозицією тодішнього віце-губернатора М. Є. Салтикова.
У січні 1858 Д. І. Іловайський представив до ради Московського університету магістерську дисертацію «Історія Рязанського князівства» й оскільки автор «показав прекрасний приклад побратимам своїм, вчителям історії в гімназіях губернських міст», 3 червня 1858 рада університету ухвалила рішення опублікувати цю роботу за казенний рахунок «в повагу особливих достоїнств … і недостатності коштів учасника». З 16 червня 1858 він завдяки графу Олексію Уварову отримав посаду старшого вчителя 3-ї московської гімназії на Луб'янці.
Засоби до існування він добував насамперед публікацією історичних праць (за деякими підрахунками вони принесли автору понад півмільйона рублів доходу). Його дослідження відносяться до питання про походження Русі, в яких він виступив рішучим противником норманської теорії походження Давньоруської держави.
У березні 1881 після вбивства Олександра II одним із перших сформулював думку про «інородческий» характер революційного руху в Росії, стверджуючи, що російські революціонери є лише сліпим знаряддям в руках поляків і євреїв.
Після виходу Маніфесту 17 жовтня 1905 року і революційних подій 1905—1907 років Іловайський перейшов від помірковано-консервативних поглядів до радикальноконсервативних і вступив в кілька монархічних організацій, таких як «Русское собрание», «Союз русского народа». У 1897—1916 Іловайський видавав газету «Кремль» правоконсервативного спрямування, що складалась переважно з його власних публікацій.
Після Жовтневої революції Іловайського кілька разів заарештовувала ЧК.
Помер 15 лютого 1920.

## Розвиток Антинорманської теорії Іловайським
Д. І. Іловайський був найвизначнішим антинорманістом XIX століття. Літописну розповідь про покликання варягів вважалася ним повністю легендарною, і на підставі цього відкидалося все пов'язане з Рюриком. Д. І. Іловайський був прихильником південного походження Русі.
|  | Майже чотири перші століття нашої історії Київ з його областю служив осереддям політичного життя руського народу. Ця область власне і називалася Руською землею; бо заселявше її Полянське плем'я вважалося переважно Руссю. Київська або Полянська область займала вигідне положення в торговому і політичному відношенні. Вона лежала в країні досить родючій, багатою текучими водами і безліччю лісів. Багатоводний Дніпро представляв Руському племені широку дорогу на північ і на південь; а судноплавні притоки його, Прип'ять і Десна, відкривали зручні шляхи на схід і на захід як для торгових зносин, так і для військових потреб. Ні природні, ні політичні межі Київської землі ніколи не були строго визначені. Якщо взяти їх у великому об'ємі, то на північ ці межі втрачалися у болотах і пущах Прип'ятського Полісся, а на південь в степових просторах, що майже досягали до порожистої частини Дніпра; на захід вони приблизно тягнулися до річки Горині і Случи, і таким чином захоплювали частину власне Волинської землі. Тільки на сході Дніпро служив певною природною гранню Київської області, якщо не рахувати невелику лівобережну смугу, що належала Київським князям, і велику Переяславську область ... »(Історія Росії. Твори Д. Іловайського. Ч. 2. Володимирській період. Москва. 1880 р - С. 1).Оригінальний текст (рос.) Почти четыре первые въка нашей исторіи Кіевъ съ его областью служилъ средоточіемъ политической жизни Русскаго народа. Эта область собственно и называлась Русскою землёю; ибо населявшее её Полянское племя считалось Русью по преимуществу. Кіевская или Полянская область занимала выгодное положеніе въ торговом и политическомъ отношеніи. Она лежала въ странъ довольно плодородной, обильной текучими водами и множеством лъсовъ. Многоводный Днъпръ представлялъ Русскому племени широкую дорогу на съверъ и на югъ; а судоходные притоки его, Припить и Десна, открывали удобные пути на востокъ и на западъ какъ для торговыхъ сношеній, такъ и для военныхъ потребностей. Ни естественные, ни политическіе предълы Кіевской земли никогда не были строго опредълёны. Если взять ихъ въ обширномъ объёмъ, то на съверъ эти предълы терялись въ болотахъ и пущахъ Припитскаго Полъсья, а на югъ въ степныхъ пространствахъ, почти достигавшихъ до порожистой части Днъпра; на западъ они приблизительно простирались до ръкъ Горыни и Случ, и такимъ образомъ захватывали часть собственно Волынской земли. Только на востокъ Днъпр служилъ опредълённою естественною гранью Кіевской области, если не считать небольшую лъвобережную полосу, принадлежавшую Кіевскимъ князьямъ, и обширную Переяславскую область…» (Исторія Россіи. Соч. Д. Иловайскаго. Ч. 2. Владимірскій періодъ. Москва. 1880 г. — С. 1). |

Також Д. І. Іловайський відстоював велику роль слов'ян в Великому Переселенні народів і важливу роль слов'ян у союзі гунів.
На його думку, норманізм тримався на наступних підставах:
1. Звістка руського літопису (тобто розповідь про покликання варягів).
2. Шлях із Варяг у Греки, описаний у тому ж літописі, і пов'язані з ним імена дніпровських порогів, наведені Костянтином Багрянородним.
3. Імена князів і дружини, особливо за договорами Олега та Ігоря.
4. Повідомлення візантійських письменників про Варягів і Русь.
5. Фінська назва Шведів "Руотсі" і назва шведської Упландії Рослагеном.
6. Звістка Бертинских літописів про трьох руських послів і звістка Лиутпранда про Русів-Норманів.
7. Звістки арабських письменників.
8. Скандинавські саги.
9. Пізніші зв'язки руських князів зі Скандинавами.
10. У своїй основній праці він докладно розбирав всі ці питання ..[6]

1. Звістка руського літопису (тобто розповідь про покликання варягів)
Д. І. Іловайський вважав повністю легендарним. На його думку, абсолютно неможливо уявити, щоб слов'яни добровільно віддали себе в підданство іншому народові. Якщо ж відбулося завоювання, то це повинно було супроводжуватися переміщенням великих мас людей і безліччю подій, які повинні були залишити слід в безлічі джерел (зокрема, іноземних), але цього не сталося. Крім того малонаселена і нерозвинена тоді Скандинавія не могла б надати необхідної кількості сил для такого дійства. У всіх подальших подіях Русь виступає як досить організована і досвідчена держава, що неможливо, якщо уявити, що завоювання сталося недавно.
2. Шлях із Варяг у Греки, описаний в тому ж літописі, і пов'язані з ним імена Дніпровських порогів, наведені Костянтином Багрянородним.
Старання норманистів пояснювати російські назви виключно скандинавськими мовами супроводжуються різноманітними натяжками. Ми думаємо, що з меншими натяжками можна пояснювати їх мовами слов'янськими, але і то власне деякі з них, тому що інші, внаслідок втрати слова з народного вжитку, або втрати свого сенсу, або крайнього спотворення, поки не піддаються поясненням (Есупі, Айфар і Леанті). . [14]
3. Імена князів і дружини, особливо за договорами Олега та Ігоря.
Залишаються поки ніким не спростовані мої доводи про те, що імена наших перших історично відомих князів, тобто Олега і Ігоря, безсумнівно тубільні. Це імена майже виключно руські. І навпаки, найуживаніші історичні імена скандинавських князів, як Гаральд, Еймунд, Олаф і т.і., зовсім не зустрічаються у наших князів. Що ж стосується імен дружинників, наведених в договорах Олега і Ігоря, то це уривки з Руської ономастики язичницького періоду; частина їх зустрічається потім поруч з християнськими іменами в XI, XII і навіть XIII століттях в різних регіонах Русі, і лише недосконалість філологічних прийомів може пояснювати їх виключно скандинавським плем'ям.
4. Звістки візантійських письменників про варягів і Русі.
З аналізу джерел Іловайський вивів, що Русь, на думку візантійців, місцевий народ, а не сторонній. Ім'я ж варягів виникає у них значно пізніше часів «покликання».
5. Фінська назва Шведів "Руотсі" і назва шведської Упландії.
Потрібно перш за все пояснити саме слово Руотсі. Це слово анітрохи не вказує на тотожність Шведів з нашою Руссю. Філологічно ніким не доведено, щоб слова Руотсі і Русь мали тотожність, а не співзвуччя. Що стосується до передбачуваного зв'язку шведської провінції Рослаген або Родслагена і суспільства Rodhsin (веслярів) з нашою Руссю, від неї добросовісно відмовились вже самі представники норманістів (після монографії р Гедеонова).
6. Звістка Бертинских літописів про трьох руських послів і звістка Лиутпранда про Русів-Норманів.
Звістка Бертинских літописів, що служило сильною опорою норманістам, на нашу думку, звертається в одне з багатьох доказів проти їх теорії. Що можна витягти з них позитивного, так це існування руського князівства на Русі в першій половині IX століття, тобто до так званого покликання варягів. А руське посольство до імператора Феофіла вказує на ранні зносини Русі з Візантією і, отже, підтверджує згадані нами натяки на ці зносини в бесідах Фотія.
…
По-перше, якщо б вони були Шведи, то чому стали б називати себе Руссю, а не шведами. По-друге, самий текст літописів не говорить ясно і позитивно про шведське походження.
7. Звістки арабських письменників.
Отже, перебираючи всі звістки Арабів, виявиться, що в них немає жодної риси, яку можна було б віднести переважно до Скандинавії. Але ось що можна вивести з них як позитивний факт: вже в другій половині IX і в першій X століття Араби знали Русь як чисельний, сильний народ, що мав сусідами Булгар, Хазар і печенігів, який торгував на Волзі і у Візантії. Ніде немає і найменшого натяку на те, щоб Русь вони вважали не тубільним, а прийшлим народом. [14]
8. Скандинавські саги.
Чудово, що скандинавські саги, настільки багато розповідають про народи норманів, зовсім мовчать про їх плавання по Дніпру і його порогами.
…
У руських літописах і в скандинавських сагах знайшлося кілька подібних переказів. Наприклад, про смерть Олега від свого коня, про взяття Коростеня Ольгою за допомогою горобців і голубів, та ін. І ось ще доказ скандинавського походження ! Цікаво при цьому непомічене норманістами обставина, що руські саги мабуть давніші ісландських!
…
Подібні міфічні мотиви можна зустрічати і постійно зустрічаються не тільки у споріднених народів, але також у народів вельми віддалених один від одного. Тим часом у нас є цілі вчені трактати, що тлумачать про запозичення руських пісень, казок та ін. То зі сходу, то із заходу. Залишається тільки припустити, що і весь руський народ звідки-небудь запозичений! [14]
9. Пізніші зв'язки руських князів зі Скандинавами.
Одним словом, ми бачимо іноді досить діяльні зносини. Але що ж з того? Чи виходить звідси, ніби Руси прийшли зі Скандинавії? Анітрохи. Подібні зв'язки і стосунки ми знаходимо і з іншими народами, як то: з Греками, Поляками, Німцями, Половцями і т.і.

## Родина
Дочка Іловайського, Варвара Дмитрівна Іловайська, була першою дружиною І. В. Цвєтаєва — засновника Музею витончених мистецтв при Московському імператорському університеті, батька М. І. Цвєтаєвої. Цвєтаєва присвятила Іловайському і його родині мемуарний нарис «Будинок біля Старого Пимена».

## Праці
1. (рос.)История Рязанского княжества. — М.: Унив. тип., 1858. — VI, 331 с.
2. (рос.)Гродненский сейм 1793 года: Последний сейм Речи Посполитой. — М.: Унив. тип. Катков и Ко, 1870. — XXVI, 274 с.
3. (рос.)Разыскания о начале Руси: вместо введения в русскую историю. — 1-е изд. — М.: Тип. Грачева и Ко, 1876. — VIII, 466 с.
4. (рос.)Куликовская победа Дмитрия Ивановича Донского. — М.: Тип. М. Н. Лаврова и Ко, 1880. — 65 с.
5. (рос.)Мелкие сочинения, статьи и письма. 1857—1887 гг.. — М.: Типография М. Г. Волчанинова, 1888. — 416 с.
6. (рос.)История России: В 5 томах.
7. (рос.)Часть первая. Киевский период. — 1-е изд. — М.: Типография Грачева и К, 1876. — Т. 1. — VIII, 333 с.
8. (рос.)Часть вторая. Владимирский период. — 1-е изд. — М.: Типография Н. Лебедева, 1880. — Т. 1. — 578 с.
9. (рос.)Московско-Литовский период, или Собиратели Руси. — 2-е изд. — М.: Типо-лит. Высоч. утв. Товарищества И. Н. Кушнерев и Ко, 1896. — Т. 2. Века XIV и XV. — 528, 75 с.
10. (рос.)Московско-царский период. Первая половина, или XVI век. — 1-е изд. — М.: Типография М. Г. Волчанинова, 1890. — Т. 3. Век XVI-й. — VIII, 717 с.
11. (рос.)Часть первая. Смутное время Московского государства. Часть вторая. Эпоха Михаила Феодоровича Романова. — 1-е изд. — М., 1894—1899. — Т. 4.
12. (рос.)Окончание Московско-царского периода. — 1-е изд. — М.: Типография Т-ва И. Д. Сытина, 1905. — Т. 5. Алексей Михайлович и его ближайшие преемники. — VIII, 663 с.